# 5795 Roshchina
5795 Roshchina este un asteroid din centura principală de asteroizi.

## Descriere
5795 Roshchina este un asteroid din centura principală de asteroizi. A fost descoperit pe 27 septembrie 1978 la Observatorul astrofizic din Crimeea de Liudmila Cernîh. El prezintă o orbită caracterizată de o semiaxă mare de 2,26 ua, o excentricitate de 0,16 și o înclinație de 8,4° în raport cu ecliptica.